# Haruhisa Handa
Haruhisa Handa (japanisch 半田 晴久 Handa Haruhisa, auch bekannt als Fukami Tōshū 深見 東州; geboren 18. März 1951 in Nishinomiya, Präfektur Hyōgo) ist ein japanischer Unternehmer, Philanthrop, Opernsänger, Nō-Darsteller und religiöser Führer. Handa wird als moderner Renaissance-Mensch bezeichnet.

## Leben
Handa wurde 1951 in Nishinomiya geboren. Er absolvierte die Wirtschaftswissenschaftliche Fakultät der Dōshisha-Universität und schloss anschließend die Parnassos Eminence (Spezialkurs) mit Schwerpunkt Gesang an der Musashino Musikuniversität ab. Er absolvierte den Masterstudiengang an der Western Australian Academy of Performing Arts (WAAPA) der Edith Cowan University (ECU) in Westaustralien und erhielt von der ECU den akademischen Grad Master of Arts (MA). Weiterhin schloss er ein Promotionsstudium an der Kunstfakultät der Tsinghua-Universität ab und erhielt den Doktortitel der Literatur (Ph.D). Darüber hinaus absolvierte er ein weiteres Promotionsstudium an der Fakultät für chinesische Literatur der Zhejiang-Universität, wo er ebenfalls den Doktortitel der Literatur (Ph.D) erwarb.
Schon früh entwickelte Handa Interesse an Kunst, Musik und Religion. Neben seiner unternehmerischen Tätigkeit begann er eine Karriere als Opernsänger und veröffentlichte zahlreiche Werke zu spirituellen, kulturellen und wirtschaftlichen Themen. In Japan ist er auch unter seinem Künstlernamen Fukami Tōshū (深見 東州) bekannt. Er tritt regelmäßig als Shite-Akteur der Hōshō-Schule im Nō-Theater auf und setzt sich für die internationale Verbreitung traditioneller japanischer Kunstformen ein. Er stiftete das Handa Nō-Theater an der Royal Holloway University. Im Jahr 2001 wurde Handas Kalligraphiewerk „恕“ als eines der „Meisterwerke zeitgenössischer Kalligraphie“ in die Dauersammlung der British Library aufgenommen. Im Jahr 2014 veranstaltete er im British Museum eine vom Museum organisierte Einzelausstellung mit Kalligraphie und Sumi-e als einer der führenden zeitgenössischen Kalligraphen. Am Eröffnungstag führte er im Great Court des British Museum eine Kalligraphie-Demonstration durch.
Er gründete und leitet mehrere Organisationen, darunter die International Blind Golf Association (IBGA), die sich der Förderung des Golfsports für Menschen mit Behinderung widmet, sowie die International Sports Promotion Society (ISPS HANDA). Zudem ist er Gründer der International Foundation for Arts and Culture (IFAC), die den Austausch und die Förderung von Kunst und Kultur unterstützt. Darüber hinaus engagiert er sich aktiv in wohltätigen Projekten in Südostasien und Afrika.
Handa ist auch als religiöser Führer tätig und Gründer einer spirituellen Organisation, die den interkulturellen und interreligiösen Dialog fördert. Mitglied des Vorstands des World Fellowship of Development Dialogue (WFDD), Ehreninternationaler Berater des Internationalen Beratungsgremiums des World Council of Religions zur Förderung des interreligiösen Dialogs und Präsident der Religions for Peace USA.
Ehrenfellow der Universität Oxford, Ehrenfellow der SOAS University of London, Ehrendoktor der Universität Edinburgh, Ehrendoktor der Universität Gloucestershire, Ehrendoktor der Juilliard School (Doctor of Humane Letters), Ehrendoktor der University of Western Australia, Ehrendoktor der Curtin University und Ehrendoktorin der Edith Cowan University (Doctors of Letters).

## Handa Opera und Sydney Harbour
Die Handa Opera on Sydney Harbour ist eine herausragende Opernproduktion, die im Freien vor der spektakulären Kulisse des Sydney Harbour in Australien aufgeführt wird. Diese Opernserie wurde vom philanthropischen Unternehmer Handa unterstützt und gefördert, der sich für die Verbreitung und Förderung der darstellenden Künste einsetzt.
Die Veranstaltungen verbinden klassische Oper mit einem einzigartigen Outdoor-Erlebnis und ziehen jährlich tausende Besucher an. Die Aufführungen nutzen die ikonische Umgebung des Sydney Opera House und der Harbour Bridge, wodurch ein spektakuläres visuelles Erlebnis geschaffen wird. Er ist Patron-in-Chief von Opera Australia, dem nationalen Opernhaus Australiens, und Gastkünstler.

## Berufliche Tätigkeiten
- Präsident und Geschäftsführer der Misuzu Co., Ltd. – Japanisches Bildungsunternehmen und Uhren und Schmuckhändler[23]
- Eigentümer von Jaermann & Stübi – Eine Schweizer Luxusuhrenmarke.[24]
- Gründer und Präsident der International Sports Promotion Society (ISPS HANDA) – Eine gemeinnützige Organisation zur Förderung des Sports für Sehbehinderte und Menschen mit Behinderungen.[25]
- Gründer und Präsident der International Foundation for Arts and Culture (IFAC) – Eine Stiftung zur Unterstützung von Projekten in den Bereichen Kunst, Musik und Humanität.
- Gründer und Präsident der International Blind Golf Association (IBGA) – Organisationen zur Förderung des Golfsports für sehbehinderte Menschen auf nationaler und internationaler Ebene. Als „Vater des Blindengolfsports“ bekannt.[25]
- Vizepräsident der Royal National Institute of Blind People (RNIB) im Vereinigten Königreich – Eine wohltätige Organisation zur Unterstützung sehbehinderter Menschen(1994).[26]
- Ehrenkonsul des Königreichs Kambodscha in Fukuoka[27]
- Rektor der University of Cambodia – Universität von Kambodscha[28]

## Auszeichnungen und Ehrungen
- 2003: Kommandeur des Freundschaftsordens (Kambodscha) – [Commandeur de l'Ordre de l'Amitié] – Für seine Beiträge zur internationalen Zusammenarbeit.[5]
- 2005: Shijuhōshō (Purpurband-Medaille) – Verliehen von der japanischen Regierung für herausragende Verdienste in Wissenschaft, Kunst und Kultur.
- 2006: Monisaraphon-Orden (Komturklasse) (Kambodscha) – [Order of Monisaraphon, Grade: Thipadin] – Für seine Verdienste im Bereich Bildung und Kultur.[5]
- 2007: Sowathara-Orden, Großkreuzklasse (Kambodscha) – [Sowathara Grand Officer Class] – Anerkennung für philanthropisches Engagement.[5]
- 2008: Royal Order of Monisaraphon, Großkreuzklasse (Kambodscha) – Höchste Stufe des Monisaraphon-Ordens für besondere Verdienste um die Gesellschaft.[5]
- 2009: New Zealand Order of Merit (NZOM), 2. Klasse – Verliehen von der neuseeländischen Regierung für Verdienste um die Gesellschaft.[29][30]
- 2010: Asia-Pacific Golf Personality of the Year – Auszeichnung für herausragende Leistungen und Beiträge im Golfbereich in der Asien-Pazifik-Region.
- 2013: Keys to the City of Perth und Keys to the City of Swan – Verliehen von den Städten Perth und Swan in Australien als Anerkennung für bedeutende philanthropische und gesellschaftliche Beiträge.[5][31]
- 2013: Juilliard President’s Medal[32]
- 2016: Verleihung im Rahmen der 90. Geburtstagsfeier von Königin Elisabeth II.: Ernennung zum Ehrenmitglied des New Zealand Order of Merit. – Höchste Orden, der an Ausländer verliehen wird[33]
- 2021: Ritterorden vom Heiligen Grab zu Jerusalem, Verdienstkreuz mit goldenem Stern (Staat der Vatikanstadt).[34]
- 2022: Ehrenoffizier des Order of Australia (AO, Honorary Officer) – Verliehen von der australischen Regierung für herausragende Verdienste in den Bereichen Kunst, Bildung und Sport durch philanthropisches Engagement.[35][36]
- Order of Development (Laos) – Verliehen von der Regierung der Demokratischen Volksrepublik Laos für herausragende Verdienste um die wirtschaftliche und soziale Entwicklung des Landes.[5]